# Dzwonkówka strefowana

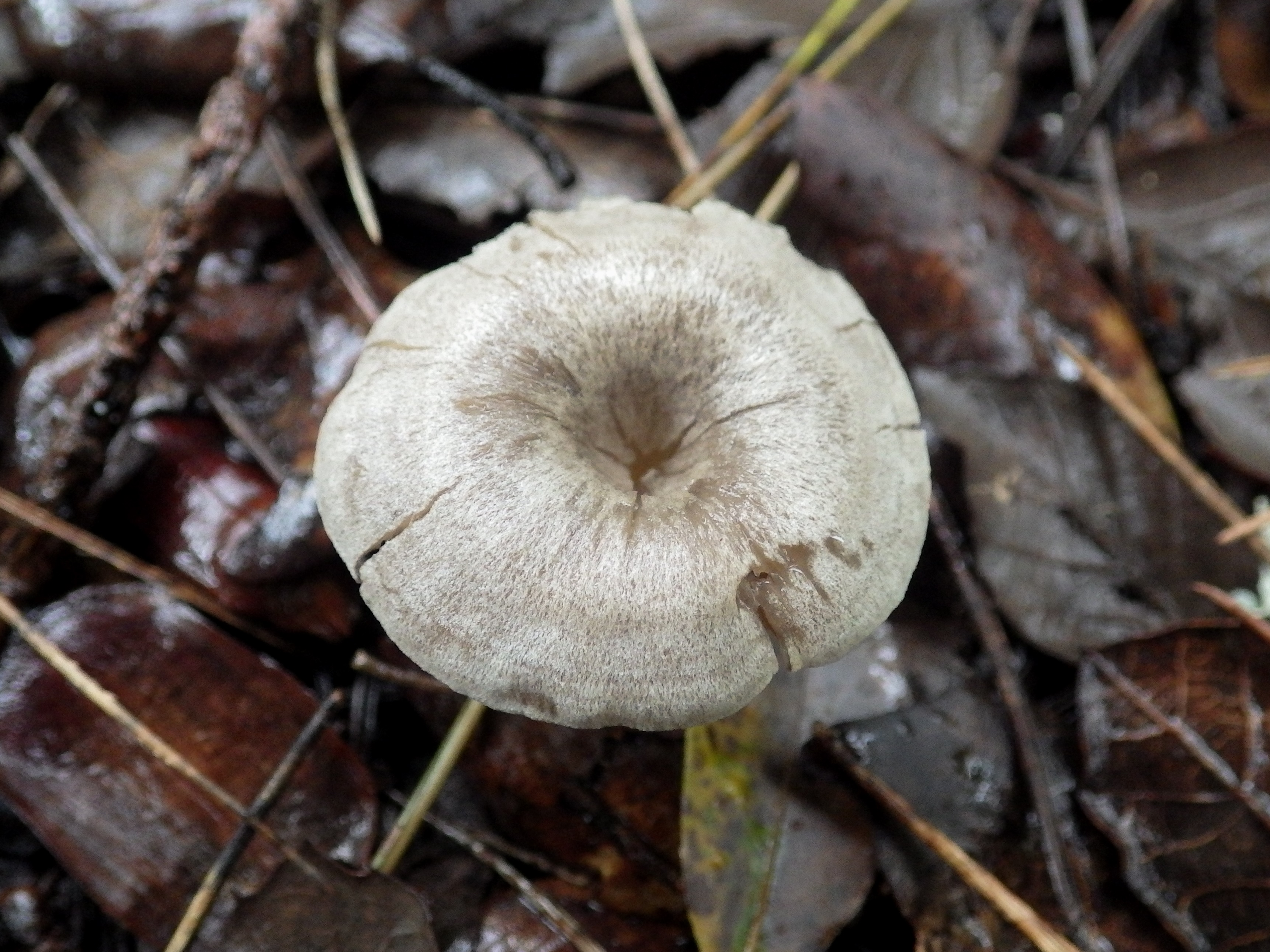

Dzwonkówka strefowana (Entoloma undatum (Gillet) M.M. Moser) – gatunek grzybów z rodziny dzwonkówkowatych (Entolomataceae).

## Systematyka i nazewnictwo
Pozycja w klasyfikacji według Index Fungorum: Entoloma, Entolomataceae, Agaricales, Agaricomycetidae, Agaricomycetes, Agaricomycotina, Basidiomycota, Fungi.
Po raz pierwszy takson ten zdiagnozował w 1876 r. Claude-Casimir Gillet, nadając mu nazwę Clitopilus undatus. Obecną, uznaną przez Index Fungorum nazwę nadał mu w 1978 r. Meinhard Michael Moser. Synonimów ma około 30. Niektóre z nich:
- Claudopus sericeonitidus (P.D. Orton) P.D. Orton 1991
- Eccilia sericeonitida P.D. Orton 1960
- Entoloma sericeonitidum (P.D. Orton) Arnolds 1982
- Paraeccilia sericeonitida (P.D. Orton) Largent 1994
- Rhodophyllus undatus (Gillet) Quél. 1886

Nazwę polską zaproponował Władysław Wojewoda w 2003 r.

## Morfologia
Kapelusz
Średnica 0,8–4 cm, początkowo wypukły, potem płaskowypukły z wklęsłością, dość szybko lejkowaty. Brzeg początkowo silnie podgięty, potem wyprostowany i nieco pofalowany. Jest niehigrofaniczny, w stanie wilgotnym nieprzeźroczysty i nieprążkowany. Barwa ciemnoszaro-brązowa, z wiekiem blednąca, czasami blado szarobrązowa od samego początku. Powierzchnia gęsto promieniście włókienkowata, o włókienkach srebrzysto-szarych, przylegających lub luźnych, z jedną lub kilkoma koncentrycznymi strefami. Jest błyszcząca, zwłaszcza w stanie suchym.
Blaszki
W liczbie 20–35, z międzyblaszkami (l = 1–5), dość gęste, zbiegające, łukowate. Początkowo szare lub brązowe, potem różowe. Ostrza równe, tej samej barwy.
Trzon
Wysokość 1–3 cm, grubość 1–6 mm, cylindryczny lub nieco spłaszczony, czasami nieznacznie poszerzony u podstawy, początkowo pełny, potem pusty. Powierzchnia o barwie od jasnobrązowej do żółtobrązowej, dużo jaśniejsza niż kapelusz, gładka lub delikatnie białawo oprószona, zwłaszcza w górnej części.
Miąższ
Cienki, o barwie od białoszarej do szarobrązowej, o nieco korzennym lub mącznym zapachu i mączno-rzodkiewkowatym smaku>.
Cechy mikroskopijne
Zarodniki 7–10 × 6–7 μm, w widoku z boku 5-7-kątne, słabokanciaste. Podstawki 22–35 (–45) × 7–12 μm, 4–zarodnikowe, ze sprzążkami. Cheiloystydy 25–60 × 3,5–8 μm, cylindryczne, rzadkie i rozproszone. Strzępki skórki kapelusza cylindryczne o szerokości do 15 μm, z nabrzmiałymi maczugowato końcowymi elementami. Strzępki skórki i tramy kapelusza inkrustowane żółtym pigmentem. W strzępkach hymenium występują sprzążki.
Gatunki podobne
Może być pomylona z innymi gatunkami dzwonkówek, najbardziej podobne są:
- dzwonkówka muszelkowata (Entoloma byssisedum) jest mniejsza i jej koncentryczne strefy są bardziej wyraźne[5].
- dzwonkówka brązowoblaszkowa (Entoloma rusticoides), którą można odróżnić mikroskopowo po budowie zarodników[4].

## Występowanie i siedlisko
W Europie dzwonkówka strefowana jest szeroko rozprzestrzeniona; występuje od Hiszpanii po północne krańce Półwyspu Skandynawskiego i Finlandię, także w Islandii. Brak jej w Europie Południowo-wschodniej. Poza Europą zanotowano jej występowanie tylko w jednym miejscu Australii. Występuje od nizin po piętro halne. W literaturze naukowej na terenie Polski do 2003 r. podano 5 stanowisk. Według W. Wojewody prawdopodobnie nie jest rzadka i nie jest zagrożona. Bardziej aktualne stanowiska podaje internetowy atlas grzybów. Dzwonkówka strefowana jest w nim włączona do listy gatunków chronionych i zagrożonych.
Owocniki rosną na ziemi w lasach i na terenach trawiastych poza lasami, na ścieżkach, nieużytkach, często na zakopanym w ziemi drewnie. Pojawiają się w małych grupkach od lipca do września.